# 格拉斯哥流浪女子足球會
格拉斯哥流浪女子足球會（Rangers Women's Football Club）是一家蘇格蘭的女子足球球會，是格拉斯哥流浪的女子隊。目前球會在蘇格蘭女子超級足球聯賽中角逐。

## 榮譽
- 蘇格蘭女子超級足球聯賽（英语：Scottish Women's Premier League）：2021–22[1]
  - 亞軍： 2014,[2] 2023–24
- 蘇格蘭女子甲組足球聯賽（英语：Scottish Women's First Division）：2008–09[3]
- 蘇格蘭女子盃（英语：Scottish Women's Cup）：2023–24[4]
  - 亞軍： 2008–09, 2010, 2022–23[5]
- 蘇格蘭女子超級聯賽盃（英语：Scottish Women's Premier League Cup）：2022–23[6], 2023–24[7]

## 外部連結
- 官方網站 （页面存档备份，存于）
- Soccerway （页面存档备份，存于）